# Es el momento
Es el momento è un singolo della serie Cuando toca la campana. Fu lanciata il 4 febbraio 2011 su Disney Channel Latinoamericano.. La prima volta che la canzone appare nella serie è il 14 marzo 2011, nella puntata 9, dal titolo Rock & Roll.
Ha raggiunto la posizione numero 15 su Radio Disney. La canzone su YouTube ha raggiunto quota 421728 come visualizzazioni, solo nel canale ufficiale.